# One (bài hát của Ed Sheeran)
"One" là bài hát của ca sĩ kiêm sáng tác nhạc người Anh Ed Sheeran trong album phòng thu thứ hai của anh, x (2014). Sheeran bắt đầu viết bài hát này ngay sau khi anh ra mắt album + (2011). Đây là bài hát cuối cùng Sheeran viết về người yêu cũ của anh, người là chủ đề trữ tình của nhiều bản thu trong +. "One" được sản xuất bới Jake Gosling với phần nhạc đệm bằng guitar acoustic. Đánh gia của giới phê bình đối với bài hát khá tích cực nhờ tiếng guitar và cách Sheeran sử dụng kỹ thuật falsetto.
Video của "One" được quay tại Sân vận động Wembley và được đăng tải trước khi bài hát chính thức ra mắt. "One" là đĩa đơn quảng bá đầu tiên của album x và có vai trò làm đối trọng với giai điệu mạnh mẽ của đĩa đơn "Sing". Tại châu Âu bài hát có mặt trên một số bảng xếp hạng; "One" đứng cao nhất ở vị trí số 18 tại Anh Quốc và được British Phonographic Industry chứng nhận vàng nhờ vượt qua mốc 400.000 bản vào ngày 7 tháng 4 năm 2014.

## Bối cảnh và phát hành
"One" là bài hát đầu tiên Ed Sheeran viết trong album x, cụ thể là vào tháng 11 năm 2011, ngay trước khi album đầu tay của anh ra mắt. Bài hát được sáng tác bằng một chiếc ghita làm từ một thùng rượu khi Ed Sheeran đang lưu diễn tại New Zealand. Bài hát được sản xuất bởi Jake Gosling, người hỗ trợ Sheeran trong album +. Sheeran thu âm "One" tại phòng thu Sticky Studios thuộc sở hữu của Gosling, nằm tại làng Surrey, vùng Windlesham.
"One" là ca khúc cuối cùng Ed Sheeran viết về Alice, bạn gái cũ của anh, người là chủ đề của các bài hát trữ tình trong album +. Đây là bài hát duy nhất trong album x đề cập tới mối quan hệ này, trong khi phần còn lại nói về "những trải nghiệm thú vị mà [Sheeran] trải qua kể từ đó". Theo lời Sheeran, bài hát "là cách tốt để kết thúc giai đoạn và mối quan hệ đó".
Trước khi bài hát ra mắt, video của bài hát được tải lên trên kênh YouTube của Sheeran vào ngày 2 tháng 5 năm 2014. Video được đặt ở chế độ màu đen trắng với phần biểu diễn bản acoustic của Sheeran trong sân vận động Wembley không người. Tính tới tháng 8 năm 2015, video đã có trên 40 triệu lượt xem. "One" được ra mắt với tư cách là đĩa đơn quảng bá đầu tiên của album x, dưới dạng tải nhạc xuống "instant-grat" trên iTunes nếu đặt trước album. Bài hát xếp hạng cao nhất ở vị trí thứ 18 trên UK Singles Chart và gia nhập Billboard Hot 100 ở vị trí thứ 87.

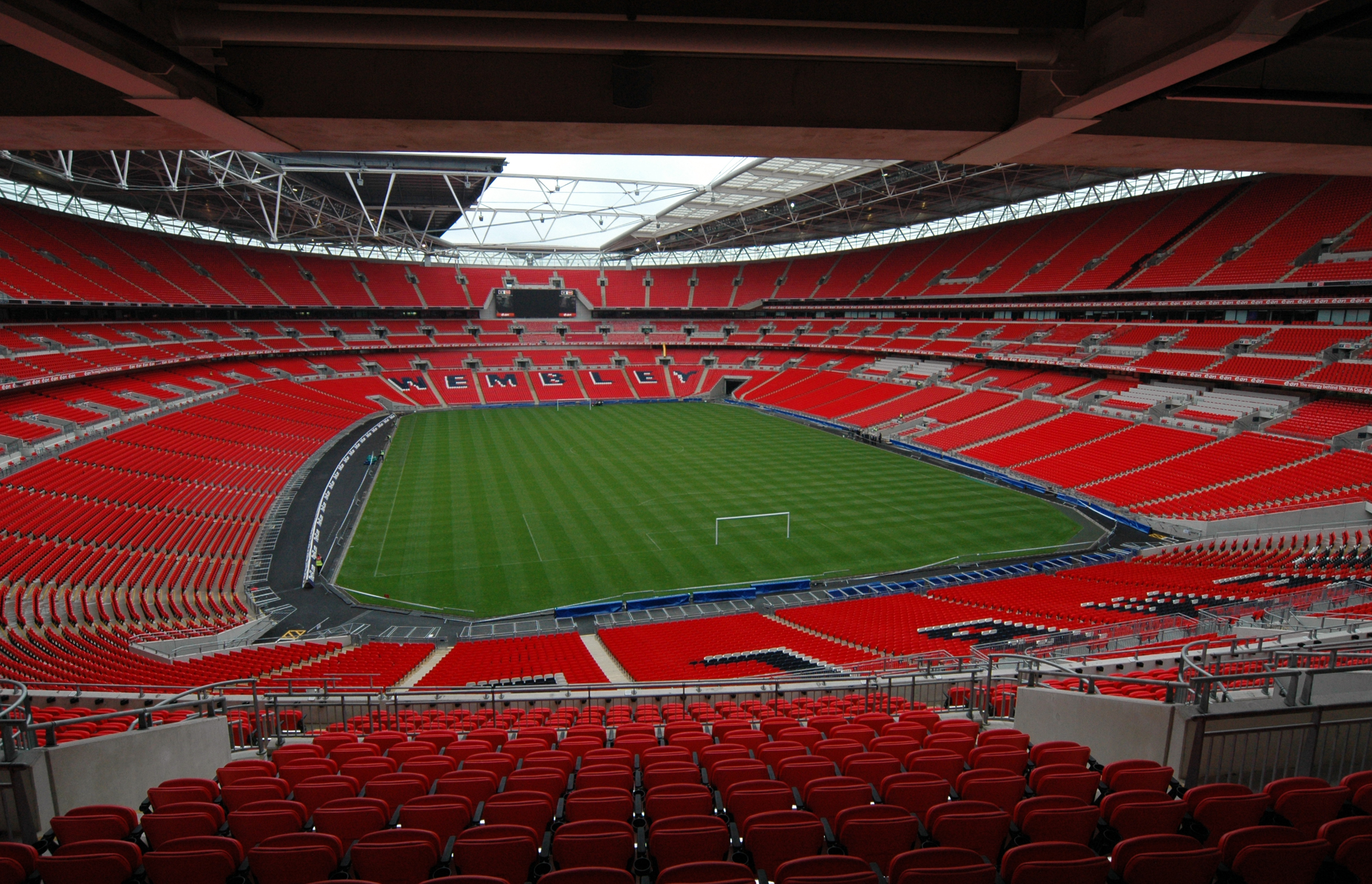
Video của bài hát được quay tại sân vận động Wembley.

## Thương mại và ý kiến phê bình
Dựa trên tỉ lệ streaming cao thì tất cả 12 track của album trong đó có "One" đều có vị trí trên UK Singles Chart. "One" debut ở vị trí số 20 trên bảng xếp hạng này vào ngày 24 tháng 5 năm 2014. Bài hát đạt cao nhất ở vị trí thứ 18 và có mặt trên bảng xếp hạng trong 20 tuần. Vào ngày 30 tháng 6 năm 2015, British Phonographic Industry trao chứng nhận bạc cho bài hát nhờ doanh số 200.000 bản. Bài hát xuất hiện trên Billboard Hot 100 một lần duy nhất ở vị trí thứ 87.
"One" nhận được nhiều nhận xét tích cực sau khi ra mắt. Neil McCormick của The Daily Telegraph miêu tả phong cách của Sheeran trong "One", cũng như trong "Photograph", là "giai điệu ballad giàu cảm xúc". Luiza Lodder của Noripcord, mặc dù chỉ cho album 50 trên 100 điểm, vẫn cho rằng "những tiếng bập bùng (của guitar) và giai điệu" của bản ballad guitar thực sự rất "chân thành". Alexis Petridis của The Guardian nhận xét rằng các bản ballad trong album "chứng tỏ sự trưởng thành mới mẻ không thể chối cãi" và nó thực sự "ấn tượng và đẹp". Annie Zaleski của The A.V. Club miêu tả "One" là một bản "pop acoustic mỏng manh".
Sarah Rodman của The Boston Globe liên hệ bài hát này với "The A Team" vì sự du dương êm ái. Dave Hanratty của Drowned in Sound cũng cùng quan điểm khi cho rằng "'One' là bộ quần áo được may từ chung một tấm vải với 'The A Team', dù nó là bài hát hay hơn". Jim Beviglia của American Songwriter chỉ ra rằng bài hát "thành công trong việc hòa trộn niềm tiếc nuối trong men say với sự dâng hiến đầy lãng mạn". Trong bài phỏng vấn trang bìa với Sheeran cho Billboard, Chris Willman cảm thấy "One" lấy của Sheeran's "ít công sức biểu diễn trực tiếp nhất để đạt được sức ảnh hưởng mạnh mẽ nhất cho bài hát".

## Nhân sự
Credit từ liner notes của album x:
- Ed Sheeran – giọng, viết bài hát, guitar
- Jake Gosling - sản xuất, engineering, programming, trống, bộ dây, kèn
- Adam Coltman - trợ lý engineering
- Mark "Spike" Stent - mixing
- Geoff Swan - engineering
- Stuart Hawkes - mastering

## Xếp hạng
| Bảng xếp hạng (2014)      | Vị trí cao nhất |
| ------------------------- | --------------- |
| Úc (ARIA)                 | 72              |
| Áo (Ö3 Austria Top 40)    | 45              |
| Canada (Canadian Hot 100) | 32              |
| Pháp (SNEP)               | 121             |
| Đức (GfK)                 | 79              |
| Ireland (IRMA)            | 54              |
| Hà Lan (Single Top 100)   | 97              |
| Scotland (OCC)            | 17              |
| Hàn Quốc (GAON)           | 26              |
| Anh Quốc (OCC)            | 18              |
| Hoa Kỳ Billboard Hot 100  | 87              |

## Chứng nhận
| Quốc gia | Chứng nhận | Số đơn vị/doanh số chứng nhận |
| --- | ---------- | ----------------------------- |
| Anh Quốc (BPI) | Vàng       | 400.000‡                      |
| * Chứng nhận dựa theo doanh số tiêu thụ. ^ Chứng nhận dựa theo doanh số nhập hàng. ‡ Chứng nhận dựa theo doanh số tiêu thụ và phát trực tuyến. |            |                               |